# My Prerogative (Bobby Brown-dal)
A My Prerogative az amerikai R&B énekes Bobby Brown Don't Be Cruel című albumának második kislemeze. 1988. október 11-én jelent meg. Miután a felvételek elkészültek, Brown New Yorkba utazott, mert úgy gondolta, hogy valami hiányzik a felvételből. A My Prerogrative című dal írása közben Brown úgy érezte, hogy ez válasz lehet arra, hogy távozott a New Editionből. A dalt gyakran tekintik a new jack swing himnuszának is.
A dalt pozitívan fogadta a kritika, és Grammy díjra is jelölték a legjobb R&B dal kategóriában. A dal a Billboard Hot 100-as listára is felkerült, és több országban is benne volt az első tíz helyezettben, úgy mint Írországban, Új-Zélandon, Hollandiában, vagy az Egyesült Királyságban is.

## Előzmények
Brown már elkészült a felvételekkel Los Angelesben, de úgy érezte, hogy valami hiányzik a dalból, így New Yorkba utazott hogy megtalálja azt a pluszt, ami hiányzik neki, hogy a dal ütős legyen. Ehhez keresett segítséget, és így lett Griffin a társproducer. A dalt az Axis stúdióban vették fel New Yorkban. A keverést Hollywoodban, Kaliforniában készítették el. A dalból 1995-ben Joe T. Vannelli készített remixeket, melyek 1995 október 13-án jelentek meg.
A My Prerogative című dalt a rajongók a new jack swing stílus himnuszának tekintik, amely egyesíti a hiphopelemeket a synth-pop és a soul stílusokkal keveredve. A legtöbb new jack swing stílusú dal a 80-as években erősen szexuális beállítottságú, ütős refrénekkel, energikus dallamokkal volt fűszerezve. Cam'Ron Davis a CMJ New Music Monthly-tól azt nyilatkozta a dalról, hogy "valóban vészjósló". A dal 120 BPM ütemű percenként, valamint Brown hangterjedelme is nagy ívű  C4-C5 közötti.

## Kritikák, vélemények
Barry Michael Cooper a Spin magazintól azt mondta a dalra, hogy az 1920-as évek swingkorszakára emlékezteti. Arion Berger a Rolling Stone magazintól "morcos és tagadhatatlanul felnőtt dance sláger"-nek nevezte a dalt. A dalt a 30. Grammy Awards-on a legjobb R&B dal kategóriában jelölték, de végül a díjat Michael Jackson Man In The Mirrors című dala nyerte meg. A következő évben a Spin magazin által közölt slágerlistás helyezés alapján a 72. helyen végzett a 100 Greatest Singles of All Time listáján. A VH-1 zenecsatorna által a 100 Greatest Songs of the 80's listája által a 98. helyen végzett.

## Helyezések
A dal az amerikai Billboard Hot 100-as listán 1988. október 29-én a 61. helyen végzett. A következő héten 16 helye sikerült feljutnia a slágerlistán, így lett 45. majd 1989. január 14-én elérte a No1. helyezést a Hot R&B / Hip-Hop dalok slágerlistáján. A dal aranylemez lett az amerikai RIAA értékelése alapján, több mint 500.000 példányszámban kelt el. Kanadában a dal az RPM Singles Chart kislemezlistán a 98. helyig jutott 1989. december 23-án. Az Egyesült Királyságban a dal a 87. helyen debütált 1988. december 10-én. 1989. február 18-án a dal a 6. helyig jutott, és 2 hétig slágerlistás helyezés volt. A dalt 1995-ben újra mixelték, így 1995. október 17-én Írországban és Hollandiában az első tízben volt a slágerlistán. A kislemezból 275.000 példányszámot adtak el. A dal Németországban és Svédországban Top 20-as sláger volt, Ausztráliában és Új-Zélandon 40. helyig jutott a dal, és 3 hétig volt helyezett.

## Videóklip
A videóklipet Alek Keshishian rendezte. A klipben Brown autóvezetés közben látható, majd ahogy a színpadra ér a zenészek elkezdenek játszani a színpadon. Ezután leeresztenek egy liftet a színpadra, Brown fekete melegítóben és fülhallgatóban látható. Két nő táncol két oldalt, egyikük egy szintetizátoron játszik.
A videóklipet jelölték az 1989-es MTV Video Music Awards-on, azonban a Living Colour amerikai rockbanda Cult Of Personality című klipje lett a befutó. A My Prerogative felkerült az RPM Video Chart listára is 1990. július 21-én.

## Megjelenések
12"  MCA-23888
1. My Prerogative (Extended Remix)- 8:00
2. My Prerogative (Radio Edit) - 5:35
3. My Prerogative (Instrumental) - 5:20
4. My Prerogative (Dub) - 5:52

12" (Joe T. Vanelli Mixes 1995) MCST 2094
1. My Prerogative (Joe T. Vannelli Light Mix) - 8:23
2. My Prerogative (Joe T. Vannelli Corvette Mix) - 6:30
3. My Prerogative (Joe T. Vannelli Dubby Mix) - 9:34
4. My Prerogative (Joe T. Vannelli Radio Mix) - 3:55

7"  MCA 257 704-7
1. My Prerogative - 3:30
2. Girl Next Door - 4:06

## Slágerlisták
| Slágerlista (1988–89)        | Legmagasabb helyezés |
| ---------------------------- | -------------------- |
| Australian Kent Music Report | 40                   |
| Dutch Top 40                 | 7                    |
| German Singles Chart         | 15                   |
| Irish Singles Chart          | 9                    |
| New Zealand Singles Chart    | 3                    |
| Swedish Singles Chart        | 12                   |
| Brit kislemezlista           | 6                    |
| Billboard Hot 100            | 1                    |
| Hot Black Singles            | 1                    |
| Hot Dance Club Play          | 7                    |
| Slágerlista (1995)           | Legmagasabb helyezés |
| UK Singles Chart             | 17                   |

### Év végi összesítés
| Slágerlista (1989)         | Legmagasabb helyezés |
| -------------------------- | -------------------- |
| Canadian RPM Singles Chart | 98                   |
| US Billboard Hot 100       | 2                    |